# Robert Jacqmain
Robert Jacqmain, (15 juli 1950) is een Belgische voormalige atleet, die zich had toegelegd op het polsstokhoogspringen. Hij veroverde twee Belgische titels.

## Biografie
Jacqmain werd in 1970 voor het eerst Belgisch kampioen. In 1973 volgde een tweede titel. Het jaar nadien verbeterde hij het Belgisch record van Emile Dewil tot 4,91 m.
Jacqmain was aangesloten bij Antwerp AC.

## Belgische kampioenschappen
| Onderdeel            | Jaar       |
| -------------------- | ---------- |
| polsstokhoogspringen | 1970, 1973 |

## Persoonlijke records
| Onderdeel            | Prestatie      | Datum            | Plaats    |
| -------------------- | -------------- | ---------------- | --------- |
| polsstokhoogspringen | 4,91 m (ex-NR) | 13 augustus 1974 | Antwerpen |

## Palmares
polsstokhoogspringen
- 1970:  BK AC – 4,60 m
- 1973:  BK AC – 4,60 m